# Badiera propinqua
Badiera propinqua är en jungfrulinsväxtart som beskrevs av Nathaniel Lord Britton. Badiera propinqua ingår i släktet Badiera och familjen jungfrulinsväxter. Inga underarter finns listade i Catalogue of Life.